# Hans von Seisser

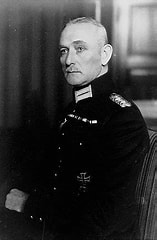
Hans von Seisser.

Hans Ritter von Seisser (en alemán Seißer; Wurzburgo, 9 de diciembre de 1874 - Múnich, 14 de abril de 1973) fue un coronel, líder de la Policía del Estado Bávaro en 1923 y uno de los principales causantes del fracaso del Putsch de Múnich.
En septiembre de 1923, tras un período de disturbios y de violencia política, el primer ministro Eugen von Knilling declaró la ley marcial y nombró a Gustav von Kahr Staatskomissar (comisario del Estado), con poderes dictatoriales. Junto a él y al general Reichswehr Otto von Lossow, Seisser formó un triunvirato de derechas en Baviera.
Ese año, muchos grupos de derecha querían emular la Marcha sobre Roma de Mussolini con una Marcha sobre Berlín. Entre esos grupos se encontraban el general de la Primera Guerra Mundial Erich Ludendorff y el NSDAP, liderado por Adolf Hitler. Cuando Hitler intentó tomar el poder en el Putsch de Múnich, tanto él como Ludendorff buscaron el apoyo del triunvirato, pero Kahr, Seisser y Lossow tenían su propio plan para instalar una dictadura nacionalista sin Hitler, que sin embargo estaba determinado a actuar antes de que el llamamiento a la agitación disminuyera.
El 8 de noviembre de 1923, Hitler y las SA asaltaron un mitin de 3.000 personas que había sido organizado por Kahr en el Bürgerbräukeller, una gran cervecería de Múnich. Hitler interrumpió el discurso de Kahr, anunció que la revolución nacional había empezado y declaró la formación de un nuevo gobierno con Ludendorff.
Mientras los amenazaba con una pistola, Hitler consiguió el apoyo de Kahr, Seisser y Lossow. Las SA habían tenido éxito inicialmente en la ocupación del Reichswehr local y de los cuarteles de la policía; sin embargo, ni el ejército ni la policía del Estado apoyaron el golpe<Kershaw, 2008, p. 129 y el triunvirato fue liberado tras una breve detención. Entonces, retiraron rápidamente su apoyo y se unieron a la oposición a los golpistas.
Al día siguiente, Hitler y sus seguidores marcharon desde la cervecería hasta el Ministerio de Guerra de Baviera para derrocar al gobierno bávaro en su Marcha sobre Berlín, pero la policía los dispersó. 16 miembros del NSDAP y 4 oficiales de policía murieron en el golpe fallido.
Tras la llegada al poder de Hitler, Seisser fue arrestado y encerrado en el campo de concentración de Dachau.
Una vez liberado, se unió al ejército estadounidense de mayo a agosto de 1945, obteniendo el puesto de prefecto de policía de Múnich. Moriría en 1973 a los 98 años, en esa misma ciudad.